# 中國國民黨上海縣黨部
中國國民黨上海縣黨部，簡稱國民黨上海縣黨部、上海縣黨部，是中國國民黨在江蘇省上海縣的縣級黨部組織，隸屬於中國國民黨江苏省党部。國民黨上海縣黨部於1927年4月成立，至1949年5月上海縣淪陷後消亡。

## 沿革
1926年夏，中國國民黨上海县第一区党部成立。1927年4月上旬，中國国民党上海县临时县党部成立。四一二事件發生後，国民党开始清党，清洗中國共产党人和国民党左派。7月，上海县党部设立“特别委员会”。8月，设“清党委员会”。1928年6月，上海县党部改为“党务指导委员会”。1929年1月，上海县党部召开上海县第一次党员代表大会。
1937年11月，抗日戰爭爆發後，上海县被日軍攻佔，县党部停止活动。1939年，江苏省党部派人秘密恢复上海县县党部，縣黨部秘密活動，江蘇省黨部先任命金作宾擔任书记长，但金作宾害怕汪精衛政權而不敢就职。江蘇省党部又任命徐今予擔任书记长，並建立党务设计委员会。1944年，徐今予兼任上海县地下县长。
1945年8月，抗日战争胜利後，上海县党部開始公開活动。11月，江蘇省党部規定县长不得兼任书记长。
1948年6月，上海县党部与三民主义青年团上海县分团部合并建立上海县党团统一委员会。1949年5月，上海县被中國人民解放軍攻佔後上海縣黨部不復存在。